# Stevie Chalmers
Pour les articles homonymes, voir Chalmers.
Thomas Stephen Chalmers, dit Stevie Chalmers (né le 26 décembre 1936 à Springburn, un quartier de Glasgow et mort le 29 avril 2019), est un footballeur écossais des années 1960.

## Biographie
En tant qu'attaquant, Stevie Chalmers est international écossais à cinq reprises (1964–1966) pour trois buts inscrits.
Il commence par des clubs modestes (Kirkintilloch Rob Roy FC, Newmarket Town FC et Ashfield FC) pendant six saisons, sans rien remporter. Puis dès 1959, il signe au Celtic Glasgow, remportant de nombreux titres nationaux et est le buteur qui donne le seul titre européen du club en 1967, en battant l'Inter Milan. De 1971 à 1975, il finit sa carrière dans des clubs de rangs inférieurs (Greenock Morton FC et Partick Thistle FC). Il est en 1967, avec vingt-et-un buts, le meilleur buteur du championnat écossais.

## Palmarès
- Championnat d'Écosse de football
  - Champion en 1966, en 1967, en 1968, en 1969, en 1970 et en 1971
- Meilleur buteur du championnat écossais de football
  - Récompensé en 1967
- Coupe d'Écosse de football
  - Vainqueur en 1965, en 1967, en 1969 et en 1971
  - Finaliste en 1961, en 1963, en 1966 et en 1970
- Coupe de la Ligue d'Écosse de football
  - Vainqueur en 1966, en 1967, en 1968, en 1969 et en 1970
  - Finaliste en 1965 et en 1971
- Coupe intercontinentale
  - Finaliste en 1967
- Coupe d'Europe des clubs champions
  - Vainqueur en 1967